# 中村雀右衛門 (4代目)
四代目 中村 雀右衛門（よだいめ なかむら じゃくえもん、1920年（大正9年）8月20日 - 2012年（平成24年）2月23日）は、歌舞伎役者、映画俳優。位階は従三位。七代目 大谷 友右衛門（しちだいめ おおたに ともえもん）としても知られる。立女形。
「中村雀右衛門」としての屋号は京屋。定紋は京屋結び、替紋は向い雀。「大谷友右衛門」としての屋号は明石屋。定紋は丸十、替紋は水仙丸。日本芸術院会員、重要無形文化財保持者（人間国宝）。
本名は青木 清治（あおき きよはる）。女形の大御所的存在として晩年まで若々しい美しさと、格調の高さ、芸格の大きさで人気を博した。

## 人物・来歴
青木清治は六代目大谷友右衛門の次男として1920年（大正9年）東京に生まれた。1927年（昭和2年）1月、東京市村座『幼字劇書初』の桜丸で大谷廣太郎を名乗り初舞台を踏む。
1942年（昭和17年）、徴兵をうけて出征。しかしその直後に戦地で、「父・六代目友右衛門が、巡業先の鳥取で鳥取地震に遭い、崩壊した劇場の下敷きとなって圧死する」という悲報を受ける。
1946年（昭和21年）、復員。翌年6月、三越劇場『源平布引滝』（実盛物語）の小万、『曽我綉侠御所染』（御所五郎蔵）の逢州などで女形・大谷廣太郎として舞台に復帰する。1948年（昭和23年）3月には東京劇場『須磨都源平躑躅』（扇屋熊谷）の平敦盛ほかで七代目大谷友右衛門を襲名した。その後、1950年（昭和25年）に映画俳優に転身、『佐々木小次郎』でデビューを果たす。東宝の専属俳優から、1954年（昭和29年）に新東宝に移籍し、二枚目スターとして数多くの映画に主演した。
ところが1955年（昭和30年）に映画界を事実上引退、舞台に再復帰したばかりか、活動の場を関西に移す。そして関西歌舞伎の大名跡・中村雀右衛門家に位牌養子として入り、1964年（昭和39年）9月、歌舞伎座『祇園祭礼信仰記・金閣寺』の雪姫ほかで四代目中村雀右衛門を襲名した。以降格調の高い芸風で女形の第一人者となり、六代目中村歌右衛門亡きあとは事実上の最高峰を極めた。
大谷友右衛門はいわゆる江戸の大名跡のひとつで、通常はそれ自体が止め名となるが、七代目は友右衛門襲名後に四代目雀右衛門を継いでいる。これは、徴兵で入隊し太平洋戦争従軍中に戦病死した、三代目雀右衛門の長男・中村景章（終戦後「五代目中村芝雀」を追贈）が、七代目友右衛門の無二の親友だった関係によるもの。友右衛門も景章に2年遅れて徴兵され、過酷な南方の戦地を6年間も転戦したが、こちらは幸運にも生きて再び祖国の地を踏むことができた。
終戦後、復員してきた懐かしい友右衛門の姿を見た景章の母（三代目雀右衛門の未亡人）は、そこに何か運命的なものを感じ、以後は友右衛門を我が子同然に可愛がった。そして、「息子が果たせなかった『雀右衛門』襲名は、ぜひ親友だったあなたにしてもらいたい」と、再三にわたって懇願したのである。大谷友右衛門の明石屋と中村雀右衛門の京屋は、姻戚関係はおろか子弟関係の接点すらない、系統のまったく異なる家系で、友右衛門の雀右衛門襲名は、故人の無念の想いをその親友に託すという異色の養子縁組となった。
2010年（平成22年）1月19日、歌舞伎座さよなら公演 壽初春大歌舞伎『春の寿』の女帝役で1日だけ出演したのが最後の舞台となった。
2012年（平成24年）2月23日、肺炎のため東京都中央区の病院で死去。91歳の大往生だった。墓所は青山霊園。
2012年（平成24年）3月9日の閣議において、従三位を追贈することが決まる。

## 家族・親族
妻・晃子は七代目松本幸四郎の娘。そのため、十一代目市川團十郎・初代松本白鸚・二代目尾上松緑の三兄弟とは義兄弟の間柄だった。
自身の息子二人も歌舞伎役者。長男は明石屋を継承し、八代目大谷友右衛門として主に立役を務める。次男は京屋を継承し女形で活躍する五代目中村雀右衛門である。

## 受賞等

### 各賞
- 1981年 - 日本芸術院賞[6]
- 1986年 - 真山青果賞大賞
- 1990年 - 伝統文化ポーラ大賞
- 1998年 - 松尾芸能賞大賞
- 1999年 - 第50回NHK放送文化賞

### 栄典
- 1984年 - 紫綬褒章
- 1990年 - 勲四等旭日小綬章[7]
- 2000年 - 勲三等瑞宝章[8]
- 2001年 - 文化功労者
- 2004年 - 文化勲章
- 2012年 - 従三位

### 顕職
- 1992年 - 日本芸術院会員
- 1997年 - 日本俳優協会副会長
- 1999年 - 伝統歌舞伎保存会会長
- 2001-08年 - 日本俳優協会会長

### その他
- 1991年 - 重要無形文化財保持者各個認定（人間国宝）

## 主な出演作

### 歌舞伎
当たり役といわれるのは次のとおり：
- 「三姫」
  - 『鎌倉三代記』の時姫
  - 『祇園祭礼信仰記・金閣寺』の雪姫
  - 『本朝廿四孝・十種香・奥庭』 の八重垣姫
- 義太夫狂言
  - 『源平布引滝』の小万
  - 『芦屋道満大内鑑・葛の葉子別れ』の葛の葉
  - 『彦山権現誓助剱・毛谷村』のお園
- 歌舞伎舞踊・所作事
  - 『豊後道成寺』
  - 『英執着獅子』
  - 『二人椀久』
  - 『吉原雀』
  - 『藤娘』
  - 『鷺娘』

### 映画

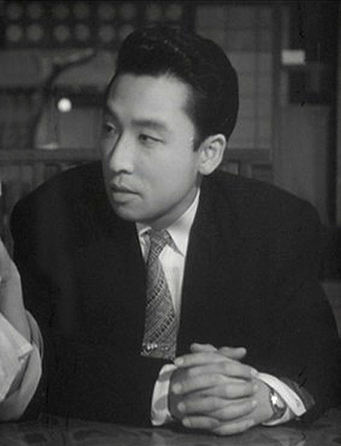
『噂の女』（1954年、大映）

- 『佐々木小次郎』（1950年） - 佐々木小次郎役
- 『続佐々木小次郎』（1951年） - 佐々木小次郎役
- 『海賊船』（1951年） - 二の字役
- 『完結 佐々木小次郎 巌流島決闘』（1951年） - 佐々木小次郎役
- 『慶安秘帖』（1952年） - 苅谷三郎役
- 『風雲千両船』（1952年） - 黛三五郎役
- 『お国と五平』（1952年） - 五平役
- 『四十八人目の男』（1952年） - 小山田庄左右衛門役
- 『旅はそよ風』（1953年） - おりゃんこ文次役
- 『天晴れ一番手柄 青春銭形平次』（1953年） - 銭形平次役
- 『金さん捕物帖 謎の人形師』（1953年） - 遠山金四郎役
- 『喧嘩駕篭』（1953年） - 松平麟太郎役
- 『江戸ッ子判官』（1953年） - 遠山金四郎役
- 『剣侠江戸紫』（1954年） - 白井権八役
- 『鯉名の銀平』（1954年） - 鯉名の銀平役
- 『大岡政談・妖棋伝 白蝋の仮面』（1954年） - 青江俊之助役
- 『大岡政談・妖棋伝 地獄谷の対決』（1954年） - 青江俊之助役
- 『股旅わらじ 恋慕笠』（1954年） - 免鳥の富五郎役
- 『和蘭囃子』（1954年） - 柳小路蘭平役
- 『悲恋まむろ川』（1954年） - 岡崎の清吉役
- 『噂の女』（1954年） - 的場謙三役
- 『荒木又右衛門』（1955年） - 渡辺数馬役
- 『忍術児雷也 逆襲大蛇丸』（1955年） - 尾形周馬弘行役
- 『風雲日月双紙』（1955年） - 左近役
- 『お役者小僧 江戸千両幟』（1955年） - 中村歌右衛門役
- 『文七元結より 泣き笑い五十両』（1956年） - 辺見七郎太役
- 『黒姫秘帖』（1956年） - 中村吉之助役
- 『醉いどれ牡丹』（1956年） - 豊田義介役

## 関連書籍
著作
- 『女形無限』白水社、1998年
- 『私事――死んだつもりで生きている』岩波書店、2005年

写真集 他
- 『雀右衛門写真集　すずめ百まで』岩田アキラ写真、京都書院、1987年
- 『四世中村雀右衛門の世界　写真集』演劇出版社、2005年
- 渡辺保『名女形・雀右衛門』新潮社、2006年／角川ソフィア文庫、2012年